# A fenevad
A fenevad (eredeti cím: Rogue) 2007-ben bemutatott amerikai-brit-ausztrál film. Greg McLean írta és rendezte, Michael Vartan játssza a főszerepet, a mellékszerepekben többek között Radha Mitchell, Mia Wasikowska és Sam Worthington látható. 
A filmet Magyarországon 2009-ben mutatták be.

## Cselekmény
Néhány kiránduló hajóútra indul a természet lágy ölébe egy tapasztalt vezető kíséretében. Minden jól alakul, csodás az idő és van sok látnivaló, de letérnek a kijelölt ösvényről. Hamar bajba is kerülnek, mert egy nagy krokodil felborítja a hajójukat, de egy apró szigeten menedékre találnak. De ez a terület a krokodil felségterülete, aki nem nézi jó szemmel, hogy betolakodtak a területére. Azonban egy arra járó hajó reményt ad az embereknek, de ez gyorsan elszáll, mert a krokodil azt is tönkretette, ráadásul az egyik utast meg is ölte. Szépen lassan elhatalmasodik a pánik az embereken, és ez csak egyre fokozódik, mivel a vízszint egyre emelkedik, és a sziget nemsokára víz alá kerül. A krokodil pedig folyamatosan ott ólálkodik körülöttük, és már több áldozatot is szedett.

## Szereplők
- Michael Vartan – Pete
- Radha Mitchell – Kate
- Sam Worthington – Neil
- Caroline Brazier – Mary
- Heather Mitchell – Elizabeth
- Damien Richardson – Collin
- Geoff Morrell – Allen
- John Jarratt – Russell
- Mia Wasikowska – Sherry
- Celia Ireland – Gwen